# Cycle de westerns d'Anthony Mann avec James Stewart

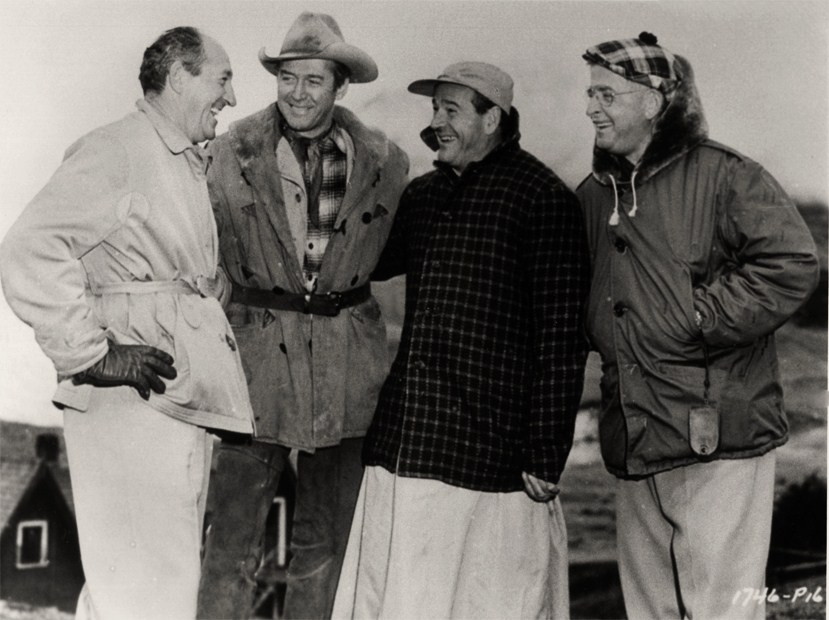
Aaron Rosenberg, James Stewart Anthony Mann et William H. Daniels (directeur de la photographie), sur le tournage de Je suis un aventurier (1954).

Le cycle de westerns d'Anthony Mann avec James Stewart est composé de cinq films réalisés par Anthony Mann avec l'acteur James Stewart : Winchester '73 (1950), Les Affameurs (1952), L'Appât (1953), Je suis un aventurier (1954) et L'Homme de la plaine (1955). 
Le Survivant des monts lointains (1957) aurait pu poursuivre le cycle mais Mann refuse de le réaliser, trouvant l'histoire incohérente. Dans une interview pour les Cahiers du cinéma, il note que Stewart lui en « a toujours gardé rancune » car ce film de James Neilson fut un échec. La fin du cycle est entérinée quand l'acteur refuse de jouer dans L'Homme de l'Ouest (1958) de Mann et que le rôle échoit à Gary Cooper.
Les cinq westerns du cycle, qui mélangent plusieurs genres dont celui du film noir, devinrent cultes et furent admirés des cinéphiles. Bertrand Tavernier et Jean-Pierre Coursodon déclarent à leur sujet : « […] ce que le genre a donné de plus parfait et de plus pur. Les grand westerns échappent en général à l'idée archétypale qu'à tort ou à raison nous nous faisons du genre : ceux de Mann y correspondent au point qu'on se demande s'ils n'ont pas contribué à la former.  […] Classique, il l'est par la rigueur linéaire de ses intrigues, la clarté et la simplicité fonctionnelles de sa mise en scène, son refus du pittoresque, du baroque, de l'insolite. Ses personnages ne sont pas des héros légendaires […] ils ne songent qu'à faire leur travail. […] Mann, homme d'extérieur, sait admirablement les placer et les diriger dans des paysages qui ne sont jamais simple toile de fond, mais participent à l'action, la topographie jouant un grand rôle dans ses films, et la mise en scène se plaisant à insister sur les rapports […] entre l'homme et la nature. Un film de Mann progresse au rythme de la vie, lentement, avec des accélérations soudaines, explosions de violence rapides, concises et extrêmement efficaces (l'attaque et l'extermination des Indiens dans Naked Spur). C'est dans de telles scènes qu'on apprécie le mieux l'économie de moyens et la puissance expressive de Mann, cet art de montrer une action rapide et complexe en quelques plans parfaitement choisis et montés. »
Pendant la période du cycle, Stewart est à l'affiche de trois autres films de Mann : Le Port des passions (1953), Romance inachevée (1954) et Strategic Air Command (1955).

## Fiche technique
| Film                  | Titre original       | Scénariste(s)                                                                                                | Producteur(s)     | Directeur de la photographie | Dates de sortie |
| --------------------- | -------------------- | --- | ----------------- | ---------------------------- | --------------- |
| Winchester '73        | -                    | Robert L. Richards (en) et Borden Chase d'après Big Gun de Stuart N. Lake                                    | Aaron Rosenberg   | William H. Daniels           | 12 juillet 1950 |
| Les Affameurs         | Bend of the River    | Borden Chase, d'après le roman Bend of the Snake de Bill Gulick                                              | Aaron Rosenberg   | Irving Glassberg             | 23 janvier 1952 |
| L'Appât               | The Naked Spur       | Sam Rolfe et Harold Jack Bloom                                                                               | William H. Wright | William C. Mellor            | 6 février 1953  |
| Je suis un aventurier | The Far Country      | Borden Chase                                                                                                 | Aaron Rosenberg   | William H. Daniels           | 22 juillet 1954 |
| L'Homme de la plaine  | The Man from Laramie | Philip Yordan et Frank Burt (en) d'après une histoire parue dans le Saturday Evening Post de Thomas T. Flynn | William Goetz     | Charles Lang                 | 31 août 1955    |

## Historique

### Les débuts
James Stewart rencontre Anthony Mann au cours d'une tournée lors de l'été 1934.

### Winchester '73(1949-1950)

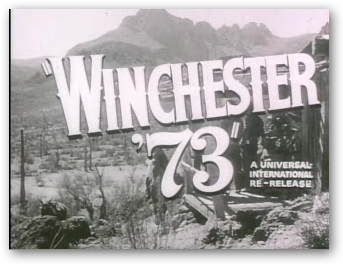
Intertitre de Winchester ’73 sorti en 1950.

Stewart accepte un contrat avec le studio de cinéma Universal-International pour tourner dans Harvey (1950), il accepte de faire partie du projet Winchester ’73 (1950). Cela permet au studio d'avoir une tête d'affiche pour un western. De plus, en contrepartie d'un salaire inférieur, Stewart est rémunéré sur les recettes du film. Aaron Rosenberg est chargé par le studio de la production du film. Alors que Fritz Lang doit réaliser Winchester ’73, il abandonne le projet. Stewart suggère le nom de Mann pour la réalisation, ayant été impressionné par sa réalisation du western La Porte du diable (1950). Le producteur Aaron Rosenberg fait de même auprès du studio. La première version du scénario, basée sur Big Gun, une histoire de Stuart N. Lake, est écrite par Robert L. Richards (en), mais Mann ne l'aime pas,. Le scénariste Borden Chase est engagé pour écrire une nouvelle version,. Chase et Mann travaillent main dans la main pour le projet.

### Les Affameurs(1951-1952)
Après la sortie de Winchester ’73, Stewart achète les droits d'adaptation avec Universal-International du roman Bend of the Snake (1950) de Bill Gulick. Le scénariste Borden Chase, lit le livre, mais n'y voit aucun rôle-titre pour l'acteur,. Stewart avouera n'avoir lu que la jaquette de la couverture et s'être basé sur une opinion publique favorable,. Finalement, Chase écrit une histoire différente du roman et ne garde, pour des raisons juridiques, que les trois premiers mots du titre Bend of the…  pour le titre du film en version originale,. Le scénario joue sur deux histoires qui vont finir par se confondre : d'un côté la marche des colons, de l'autre une amitié contrariée. Le rôle du méchant est confié à Arthur Kennedy qui rejoindra à nouveau Mann et Stewart sur le tournage de L'Homme de la plaine (1955) qui clôture leur collaboration. Rock Hudson fait ses premières armes avec un petit rôle dans Winchester ’73 puis dans Les Affameurs où il interprète un joueur de poker. Les Affameurs est le premier film de Mann réalisé en Technicolor. Universal-International sous l'égide de William Goetz insiste sur la production de film en Technicolor. Le tournage est programmé pour l'été 1951 entre le 26 juillet et le 13 septembre 1951,.

### Le Survivant des monts lointainset la séparation (1955-1957)
Le film Le Survivant des monts lointains aurait pu faire partie du cycle. En effet, après la sortie de L'Homme de la plaine, James Stewart est classé dans le top dix des acteurs hollywoodiens. Aaron Rosenberg, le producteur d'Universal-International propose à Mann de réaliser le film. Mais trouvant l'histoire incohérente, Mann décline la proposition. Dans une interview pour les Cahiers du cinéma, Mann note que Stewart lui en « a toujours gardé rancune », car le film fut un échec. La collaboration entre le réalisateur et l'acteur s'arrête au film L'Homme de la plaine.

## Analyse

### Le western
« Je crois que [le western] est le genre le plus populaire et il donne plus de liberté que les autres pour mettre en scène des passions et des actions violentes. Je crois que c'est aussi le genre qui vieillit le moins vite, car il est essentiellement primitif. II n'a aucune règle et avec lui tout est possible. De lui, surtout, naît la légende et c'est la légende qui donne le meilleur cinéma. Elle excite l'imagination et le public n'a pas à la prendre trop au sérieux. Ce qu'il faut, c'est qu'il ressente des émotions. La légende qui met en scène des personnages plus grands que la vie peut les lui faire ressentir. La légende fait oublier au public se dit : « Ah ! si j'avais vécu à cette époque. C'est formidable ce que ces gens ont pu faire. » Bien sûr, le cinéma ce n'est pas seulement cela. II y a d'autres écoles, d'autres façons de voir. The Servant de Joseph Losey est un très grand film qui pousse très loin l'étude morale et psychologique des personnages. Mais il vous laisse petit et misérable, il ne vous libère pas. Le western, au contraire, vous libère. Grâce à lui, vous possédez les plaines, le vent, le ciel, les endroits où vous n'êtes jamais allés. Et puis, et cela est très important, il libère tout ce que les personnages ont au fond d'eux-mêmes. Ils redeviennent primitifs, proches des Grecs, et il y a en eux de l'Œdipe ou de l'Antigone. La légende réapparaît. Le Cid est un mystère espagnol parcouru par la légende. La Chute de l'Empire Romain aussi. »
Les films du cycle illustrent le western selon Mann, où les héros sont des personnages complexes, dont l'histoire comporte des taches ou des zones d'ombre, mais ils sont en quête de rédemption. Les parcours et les situations des héros de Mann sont complexes, et l'incontournable conflit inhérent au western doit autant à des antagonismes de personnes qu'à des conflits intérieurs. Ces cinq films ont pour base le duel de deux frères ennemis.
Dans Winchester ’73, il s'agit de suivre la carabine Winchester modèle 1873 qui passe de main en main. L'arme représente le « phallus » dont les deux frères veulent se saisir dans une lutte mythologique. Dans Les Affameurs, il s'agit de suivre un chemin sur lequel les personnes doivent changer. Ainsi, la plupart des personnages changent, cela est basé autour de la dualité ou la possibilité du changement autant du bien vers le mal que du mal vers le bien. Bernard Benoliel dans l'article Anthony Mann : Le compte est bon explique que certains héros manniens refusent la voie de la modernité « et choisissent de mourir, d'autres s'adaptent (les films avec James Stewart) ; ils s'adaptent comme ils peuvent à un monde différent, moins vaste, plus étriqué jusqu'à se fondre dans un décor anonyme ».

### Des personnages semblables
Au cours des cinq westerns de Mann avec Stewart, les personnages sont assez semblables. Stewart reprend le rôle du héros.

#### Le héros ou le rôle de James Stewart

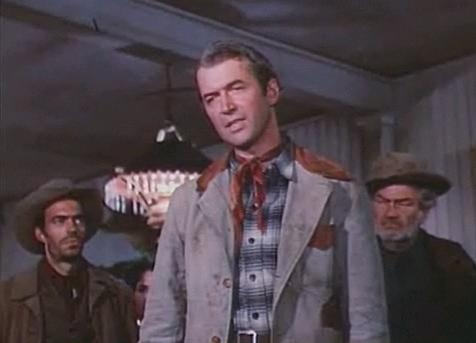
James Stewart dans Je suis un aventurier (1954).

Le héros joué par James Stewart est un homme ayant un secret, tiraillé par une double personnalité et taciturne. Le méchant représente souvent une partie de la personnalité du héros. Dans Winchester ’73, il recherche un homme — son frère — dans le but de le tuer. Dans Les Affameurs, il est le convoyeur de chariots de colons américain. Mais son passé secret de meurtrier à la frontière du Missouri refait surface. Dans L'Appât, chasseur de primes, il cherche une vieille connaissance pour la récompense. Il fait croire aux gens qu'il est Shérif. Son ancienne femme l'a rendu fou en lui volant et vendant son ranch. Dans Je suis un aventurier, il fait commerce de troupeaux de bovins vers l'Alaska lors la ruée vers l'or du Klondike. Une femme le rend fou amoureux mais le braque contre la société. Dans L'Homme de la plaine, officier de l'armée incognito, il chasse secrètement un homme qui vend des armes aux amérindiens qui ont assassiné son frère. Il cherche à se venger. De par sa collaboration avec Mann, Stewart établit une nouvelle personnalité plus violente et sans illusions, mais toujours attachante.

#### Le méchant
Winchester ’73 : Stephen McNally
Les Affameurs : Arthur Kennedy
L'Appât : Robert Ryan
Je suis un aventurier : John McIntire
L'Homme de la plaine : Arthur Kennedy
Le rôle du méchant est à deux reprises interprété par l'acteur Arthur Kennedy.

#### Le vieil homme
Winchester ’73 :
Les Affameurs : Jay C. Flippen
L'Appât : Millard Mitchell
Je suis un aventurier : Walter Brennan
L'Homme de la plaine : Alex Nichols et Wallace Ford

#### La femme
Winchester ’73 : Shelley Winters
Les Affameurs : Julie Adams
L'Appât : Janet Leigh
Je suis un aventurier : Ruth Roman et Corinne Calvet
L'Homme de la plaine : Cathy O'Donnell et Aline MacMahon

#### Le second méchant
Winchester ’73 :
Les Affameurs : Rock Hudson
L'Appât : Ralph Meeker
Je suis un aventurier : groupe autour du juge
L'Homme de la plaine : Alex Nichols

### Des histoires, des décors et des thèmes récurrents
Antoine de Baecque de Libération note que le point de départ des Affameurs est presque le même que celui de Je suis un aventurier (1955) : « un meneur de convoi qui compte enfin se caser mène une dernière caravane de fermiers vers l'Oregon. Trahi, il doit se venger pour conquérir l'amour d'une femme ».
Lors d'une interview pour les Cahiers du cinéma, Jean-Claude Missiaen demande à Mann : « Est-ce pour accentuer la faiblesse physique du personnage que Stewart est souvent blessé dans vos films ? » en citant « une balle dans la jambe dans L'Appât, une dans la main dans L'Homme de la plaine ». Mann lui explique que « c'est un point très important. Je crois que la force d'un personnage apparaît clairement au public dans une scène qui prouve l'existence de cette force. Dans Les Affameurs par exemple, quand, au sommet du Mont Hood, la caravane l'abandonne dans la neige, Jimmy se tourne vers son ennemi et lui dit : « Je te retrouverai, quoi qu'il arrive » ; et le public se rend alors compte qu'il le retrouvera parce que, quels que soient les obstacles dont il devra triompher, il fera face et le public désire qu'il le retrouve : à ce moment, il devient un personnage fort. Il en est de même dans Winchester 73, lorsqu'il dit : « J'aurai mon frère, quand bien même ce serait la dernière chose que je ferais ! » Oui, la force d'un personnage n'est pas dans sa manière de distribuer les uppercuts ou de faire saillir ses muscles : elle est dans sa personnalité, c'est la force de sa détermination ». « C'est par la juxtaposition de la nature, des montagnes, des rivières, de la poussière que le drame s'intensifie », note Mann en parlant de L'Homme de la plaine. « Cela fait longtemps que j'ai découvert l'importance des décors et des extérieurs. Ce sont eux qui vous donnent des idées. (...) La lutte des éléments entre eux ou contre les éléments donne de bons résultats. II faut que les acteurs et l'équipe technique luttent contre quelque chose. La neige est un élément très utile et permet d'obtenir beaucoup d'effets plastiques. Et puis il y a la respiration des chevaux et des acteurs, les difficultés du terrain, le combat pour vaincre ces difficultés. Dans un studio on ne peut rien obtenir de tel. D'ailleurs les acteurs aiment ce genre de tournage et la liberté est plus grande. La compagnie n'est pas là pour vous embêter et vous pouvez faire ce que vous voulez ».